# Bucconidae
Famille
Les Bucconidae (ou Bucconidés en français) sont une famille d'oiseaux constituée de 10 genres et de 37 espèces existantes de tamatias et de barbacous.

## Description
Les Bucconidés sont des oiseaux percheurs de taille petite à moyenne (13 à 29 cm), à grosse tête et courtes ailes arrondies. Ils ont le corps trapu, de petites pattes et une queue étroite. Leur plumage est doux, de gris-brun à contrasté.

## Habitat et répartition
Cette famille est endémique de la zone néotropicale (Amérique centrale et du Sud), dans des milieux boisés, surtout de plaine.

## Liste alphabétique des genres
- Bucco Brisson, 1760 (4 espèces)
- Chelidoptera Gould, 1837 (1 espèce)
- Hapaloptila Sclater, P.L. 1881 (1 espèce)
- Hypnelus Cabanis & Heine, 1863 (2 espèces)
- Malacoptila Gray, G.R. 1841 (7 espèces)
- Micromonacha Sclater, P.L. 1881 (1 espèce)
- Monasa Vieillot, 1816 (4 espèces)
- Nonnula Sclater, P.L. 1854 (6 espèces)
- Notharchus Cabanis & Heine, 1863 (6 espèces)
- Nystalus Cabanis & Heine, 1863 (6 espèces)

## Liste des espèces
D'après la classification de référence (version 5.1, 2015) du Congrès ornithologique international (ordre phylogénique) :